# عمل قسري

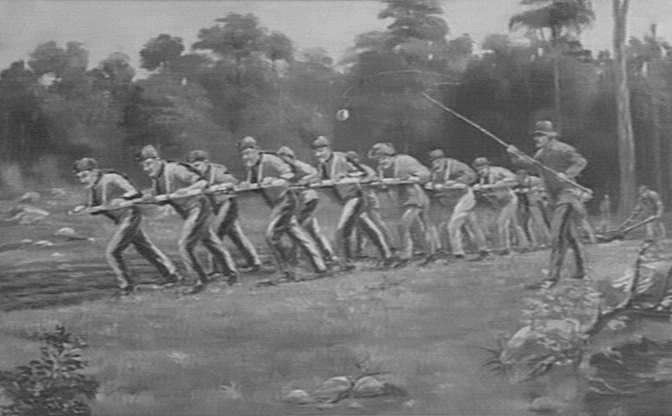

العمل القسري أو العمل غير الحر هو مصطلح عام أو شامل يرتبط بشروط العمل، خاصة في العصر الحديث أو أوائل العصر الحديث، الذي يقضي بأن يعمل الناس ضد إرادتهم مع التهديد بالحرمان أو الاحتجاز أو التعنيف (وأحيانًا القتل) أو الإكراه، أو غير ذلك من الإجراءات القاسية تجاه العامل أو أفراد أسرته. يشمل العمل القسري جميع أشكال العبودية، والأنظمة التابعة لها (مثل عبودية الديون والقنانة والعمل دون أجر ومعسكرات العمل القسري). يمكن تغطية معظم هذه الأشكال من العمل باستخدام مصطلح «العمل القسري»، والذي تعرّفه منظمة العمل الدولية (ILO) على أنه كل عمل أو خدمة غير إرادية مفروضة تحت تهديد بالمعاقبة.

## استثناءات
بموجب اتفاقية العمل الجبري لعام 1930، يجب ألا يشمل مصطلح «العمل القسري أو الإجباري» ما يلي:
- أي عمل أو خدمة بموجب قوانين التجنيد الإجباري لتأدية عمل ذي طابع عسكري بحت.
- أي عمل أو خدمة تشكل جزءًا من التزامات الترابط الاجتماعي لمواطني دولة تتمتع بالحكم الذاتي الكامل.
- أي عمل أو خدمة تُفرض على أي شخص نتيجة إدانته في محكمة قانونية، بشرط أن يُنفذ العمل أو الخدمة المذكورة تحت إشراف وسيطرة سلطة عامة وألا يُعين الشخص المذكور أو يحتجز في السجن الخاص التابع لأفراد أو لشركات أو جمعيات خاصة.
- أي عمل أو خدمة تُفرض في حالات طارئة، كما في حال الحرب أو الكوارث البيئية، مثل الحرائق أو الفيضانات أو المجاعات أو الزلازل أو الأمراض الوبائية الخطيرة أو مرض السواف أو الغزو من قبل: حيوانات أو حشرات أو آفات الخضار، وبشكل عام، أي ظرف يمكن أن يعرض وجود السكان أو صحتهم للخطر.
- خدمات المجتمع البسيطة بأنواعها، والتي يؤديها أفراد المجتمع لأجل مصلحة مباشرة للمجتمع المذكور، وبالتالي يمكن اعتبارها واجبات مدنية طبيعية تقع على عاتق أفراد المجتمع، شريطة أن يكون لهؤلاء الأفراد أو للممثلين عنهم الحق في التشاور في مدى الحاجة إلى هذه الخدمات.

## الوضع الراهن
ظهر العمل غير الحر من جديد كقضية في الجدال عن التطور الريفي خلال السنوات التالية لنهاية الحرب العالمية الثانية، عندما لم تقتصر الاهتمامات السياسية لنظرية كينزي على إعادة بناء الاقتصاد (بشكل أساسي في أوروبا وآسيا)، بل شملت التخطيط الاقتصادي أيضًا (في العالم الثالث)، ويتعلق أحد الجوانب الهامة في النقاش التالي لذلك بالحد الذي شكلت عنده الأنماط العلائقية عقبات بوجه التطور الرأسمالي، والسبب وراء ذلك.
اعتُبر العمل غير الحر خلال ستينيات وسبعينيات القرن العشرين غير متوافق مع التراكم الرأسمالي، أي عائقًا أمام النمو الاقتصادي، وهو تفسير طوّره مناصرو النظرية شبه الإقطاعية التي كانت مهيمنة آنذاك، لكن انطلاقًا من ثمانينيات القرن ذاته، ظهر منظور ماركسي آخر ومختلف كثيرًا، ناقش أن دلائل من أمريكا اللاتينية والهند أشارت إلى أن شركات الأعمال الزراعية، والمزارعين التجاريين، والفلاحين الأغنياء قد استنسخوا العلاقات غير الحرّة أو أحدثوها، أو أعادوا إحداثها من جديد.
ولكن المساهمات الحديثة في هذا الجدال قد حاولت استبعاد الماركسية، مصرّة على أن النظرية الماركسية قد فشلت في استعياب مركزية عدم الحرية للرأسمالية الحديثة، ولكن توم براس شكك في هذا الادعاء، مجادلًا بأن العديد من هذه السمات الحديثة لا تختلف في الحقيقة عن تلك التي حددتها النظرية الماركسية مسبقًا، وبالتالي فإن استبعاد المقاربة الأخيرة من النقاش لا مبرر له.
تقدر منظمة العمل الدولية وجود ما لا يقل عن  12.3مليون ضحية للعمل القسري حول العالم، يخضع 9.8 مليون شخص منهم لاستغلال عملاء خاصّين، ويُتاجر بما يزيد عن 2.4 مليون عامل منهم، كما يُجبر 2.5 مليونًا آخرًا على العمل من قبل الدولة ذاتها أو مجموعات عسكرية ثورية، ومن وجهة نظر القانون الدولي، فإن الدول التي تسمح بالعمل القسري تنتهك معايير العمل العالمية، كما نص عليها ميثاق إلغاء العمل القسري (C105)، وهو أحد الاتفاقيات الأساسية لمنظمة العمل الدولية.
وبحسب برنامج الإجراءات الخاصة لمكافحة العمل القسري (SAP-FL) التابع لمنظمة العمل الدولية، فإن الأرباح الدولية من القوى العاملة المتاجر بها والمُستغلة من قبل عملاء خاصّين تُقدّر بـ44.3  بليون دولار أمريكي في السنة، ويعود ما لا يقل عن نصف مجموعها (أكثر من 15 بليون دولار أمريكي) إلى الدول الصناعية.

## طريقة الدفع في العمل القسري
إذا كان العمل القسري مأجورًا، يكون الدفع بأحد الأشكال التالية:
- لا يحقق الأجر الحد الأدنى للمعيشة أو بالكاد يحققه.
- يكون الأجر متمثلًا بسلع غير مرغوب فيها و/أو لا يمكن استبدالها أو يصعب استبدالها.
- يتمثل الأجر بشكل كامل أو جزئي بإلغاء دين أو التزام فُرض على الشخص تجاه شخص آخر.

غالبًا ما يُطبق العمل القسري ويُفرض بسهولة على العمال المهاجرين، الذين سافروا بعيدًا عن أوطانهم نظرًا لعدم قدرتهم على إبلاغ السلطات العليا بظروفهم، ويتم التعرف عليهم بسهولة بسبب اختلافاتهم الجسدية أو العرقية أو اللغوية أو الثقافية عن عامة السكان.
وفقًا للنظرية الماركسية في الاقتصاد، في ظل الرأسمالية، لا يحتفظ العمال أبدًا بكامل الثروة التي يحصّلونها، فبعضها يذهب لصالح الرأسماليين. على عكس النظرية الذاتية للقيمة الحديثة (كما يستخدمها الاقتصاديون الكلاسيكيون الجدد)، تحقق الأجور المعروضة المنفعة الحدية للعمال بشكل ملزم، وأي ربح (أو خسارة) يعود أيضًا إلى مدخلات أخرى مقدمة، مثل رأس المال أو القيمة الوقتية للنقود.

## الاتجار بالبشر
يُستخدم مصطلح الاتجار للتعبير عن تجنيد شخص ما، أو إيوائه، أو الاستحواذ عليه، أو نقله عن طريق القوة، أو الاحتيال، أو الإكراه، بهدف إخضاعه لممارسات غير طوعية، كتلك المتعلقة بالاستغلال الجنسي التجاري (بما يتضمن البغاء القسري)، أو العمل القسري.

## بعض أشكال العمل القسري

### العبودية
العبودية هي النموذج البدئي والأكثر شهرة للعمل القسري، والتي يكون فيها العمال تحت ملكية قانونية طوال حياتهم، ويمكن شراؤهم أو بيعهم أو تبادلهم بين أصحابهم، بينما نادرًا ما يحصلون على أي منفعة شخصية جراء عملهم. كانت العبودية شائعة في العديد من المجتمعات القديمة، بما في ذلك مصر القديمة وبابل وبلاد فارس واليونان القديمة وروما وإسرائيل القديمة والصين القديمة والدول العربية الكلاسيكية، وكذلك العديد من المجتمعات في أفريقيا والأمريكيتين. كان الاستعباد مصيرًا شائعًا للسكان الذين تعرضوا للغزو في الحروب. ربما كان أبرز مثال على العبودية هو استعباد الملايين من السود في أفريقيا، ونقلهم القسري إلى الأمريكيتين أو آسيا أو أوروبا، حيث كان غالبًا ما يصبح أحفادهم عبيدًا مثلهم.
غالبًا ما يُستخدم مصطلح الاستعباد لوصف حالات لا توافق التعاريف المذكورة أعلاه، لكنها تعد أشكالُا أخرى مرتبطة بالعمل القسري، مثل عبودية الديون (على الرغم من أن العمل لتسديد الديون لا يعتبر دائمًا شكلًا من أشكال العمل القسري). ومن الأمثلة على ذلك نظام التوزيع (Repartimiento) في الإمبراطورية الإسبانية، أو عمل سكان أستراليا الأصليين في شمال أستراليا في مزارع تربية الأغنام والماشية، من منتصف القرن التاسع عشر إلى منتصف القرن العشرين. في الحالة الأخيرة، نادرًا ما كان العمال يتقاضون رواتبًا، وكانوا مقيدين بموجب قوانين و/أو تدخلات من الشرطة ضمن المناطق المحيطة بمكان عملهم.
في أواخر القرن السادس عشر في اليابان، تم حظر «العمل القسري» أو العبودية بشكل رسمي؛ لكن استمرت أشكال العمالة بعقود طويلة الأجل إلى جانب القوانين الجنائية للعمل القسري. في وقت لاحق، نصت القوانين الجنائية في فترة إيدو على تطبيق «العمل القسري» على عائلات المجرمين الذين أُعدموا بموجب المادة 17 من قانون غويتوك ريخو (قوانين منزل توكوغاوا)، لكن لم تصبح هذه الممارسة شائعة.
وفقًا لكيفن بالز في كتاب الأشخاص المستعملون لمرة واحدة: عبودية جديدة في الاقتصاد العالمي (1999)، يوجد حاليًا ما يقدر بنحو 27 مليون من العبيد في العالم.

### العمل في السجن
المعتقل أو العمل في السجن هو شكل آخر من أشكال العمل القسري. غالبًا ما يُطبق العمل القسري على المدانين دون أي تعاطف بسبب الوصمة الاجتماعية المرتبطة بالـ «مجرمين»، ومع ذلك، في بعض البلدان والفترات التاريخية، فُرض العمل في السجن على الأشخاص الذين وقعوا ضحية للتحامل أو المدانين بارتكاب جرائم سياسية أو المدانين بارتكاب «جرائم بلا ضحايا» أو مرتكبي جرائم سرقة أو غيرها بسبب افتقارهم إلى أي وسيلة أخرى لتحقيق الحد الأدنى للمعيشة، وهم فئة من الأشخاص تدعو للتعاطف وفقًا للمعايير الأخلاقية الحالية.
نُقل أكثر من 165000 شخص مدان إلى المستعمرات الأسترالية من عام 1788 إلى عام 1868. إلا أن معظم المدانين البريطانيين أو الأيرلنديين الذين حُكم عليهم بالنقل، أتموا عقوباتهم في السجون البريطانية ولم يُنقلوا الإطلاق.
تشير التقديرات إلى أنه خلال الخمسين سنة الماضية، أُرسل أكثر من 50 مليون شخص إلى معسكرات لاوغاي الصينية.

### العمل المجتمعي الإلزامي
في ظل الحرب الباردة في بعض الدول الشيوعية مثل تشيكوسلوفاكيا أو الجمهورية الديمقراطية الألمانية أو الاتحاد السوفييتي، أصبح العمل التطوعي ضمن المجتمع في يوم السبت والذي يطلق عليه سوبوتنيك أو فوسكريسنيك أو أكسي زد واقعًا إلزاميًا لأفراد المجتمع.
من الناحية النظرية في بعض ولايات ألمانيا، تستطيع بعض المجتمعات أن تجمع المواطنين لإنجاز خدمات عامة، والتي تسمى خدمات اليد والجهد. لم تُنفّذ هذه الخدمة الإلزامية منذ الحرب العالمية الثانية، على كل حال، يمكن تنفيذ هذه الخدمة الإلزامية فقط أثناء أو بعد حدوث كارثة كبيرة.

### نظام دفع الأجور سلعًا لا نقدًا
يشير نظام دفع الأجور سلعًا لا نقدًا؛ في المعنى الدقيق للمصطلح الذي استخدمه مؤرخو العمل، إلى نمط غير شائع واستغلالي من الدفع يُشاهد لدى المجتمعات الصغيرة، والمنعزلة و/ أو الريفية، يتقاضى بموجبه العاملون أو المنتجون صغار الكسبة العاملون لحسابهم الخاص أجورهم إما على شكل: بضائع؛ وهو نوع من الدفع يُعرف بالعملة الرمزية، أو عملة خاصة أو رصيد ائتمان مباشر لاستخدامه في متجر للشركة يمتلكه أصحاب العامل، ويُعرف نوع خاص من النظام المذكورفي الولايات المتحدة الأمريكية، يُمنح فيه سلف ائتماني مقابل مهام مستقبلية، بعبودية الديون.
وقد اقترح العديد من الباحثين في هذا المجال أن أصحاب العمل يستخدمون أنظمة كهذه لاستغلال العاملين و/ أو إغراقهم بالديون، وقد يحدث ذلك، على سبيل المثال، إذا تمكن صاحب العمل من دفع أجرة العامل ببضائع ذات قيمة سوقية أدنى من مستوى الكفاف، أو ببيعه موادًا بأسعار متضخمة، بينما ناقش آخرون أن نظم دفع الأجور بالسلع عوضًا عن النقد اعتُبرت، في بعض الحالات على الأقل، طريقة ملائمة لتشغيل المجتمعات المنعزلة، في ظل ندرة العملة الرسمية.
وبحلول بدايات القرن العشرين، اعتُبرت النظم المذكورة، في الدول الصناعية، استغلالية على نطاق واسع؛ ولعل أبرز الأمثلة المشهورة على وجهة النظر هذه تتجلى في الأغنية الأمريكية الناجحة 16 طنًّا عام 1947، وتمتلك العديد من الدول تشريعات تحظر أنظمة الدفع هذه وتفرض دفع الأجور نقدًا.